# تیزی نثلاثه
تیزی نثلاثه (به عربی: تیزی نثلاثة) یک شهرداری در الجزایر است که در استان تیزی وزو واقع شده‌است.